# 布留霍維奇

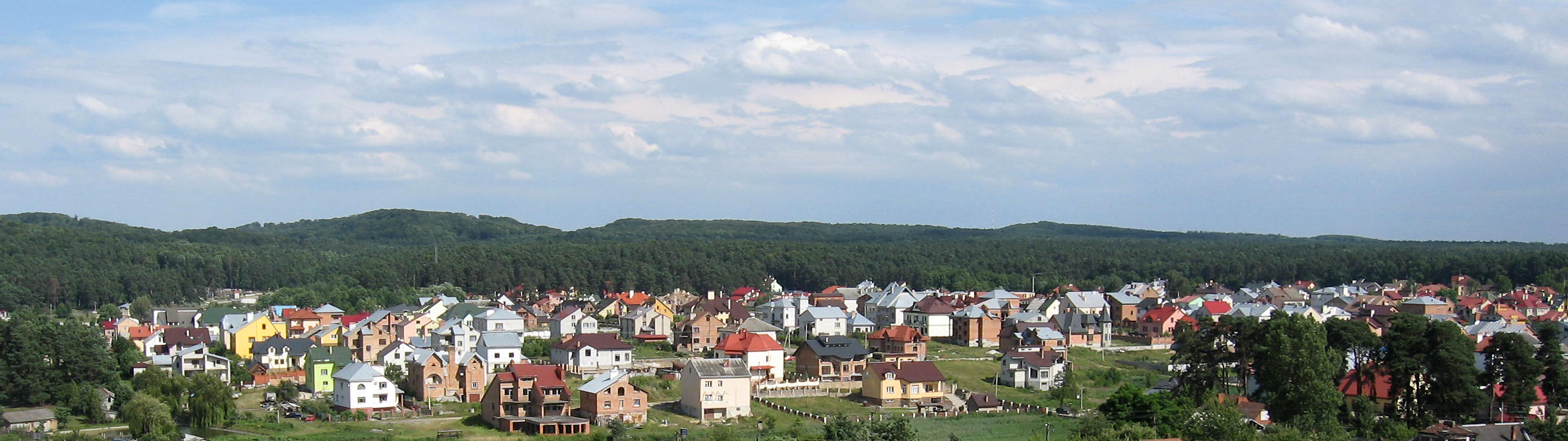

布留霍維奇（烏克蘭語：Брюховичі），是烏克蘭的市級鎮，位於該國西部利沃夫州，距離烏日霍羅德106公里，面積2.5平方公里，海拔高度608米，2022年人口6,559，人口密度每平方公里584.8人。
49°54′14″N 23°57′14″E / 49.90389°N 23.95389°E